# Vidrieras (serie filatélica)
Vidrieras es el nombre de una serie filatélica emitida por la Sociedad Estatal Correos y Telégrafos de España entre los años 2002 y 2009, dedicada a los principales vidrieras en España. En total fueron puestos en circulación 8 sellos en 8 fechas de emisión diferentes, todos presentados en hoja bloque.

## Descripción
| Fecha de emisión | Nombre del sello (descripción) | Dimensiones (mm)           | Valor facial (en €) |
| ---------------- | --- | -------------------------- | ------------------- |
| 27.11.2002       | 1) En la hoja bloque una fotografía del interior de la Catedral de Santa María en Vitoria, de estilo gótico, y dos de las vidrieras. En el sello se reproduce un fragmento de una de las vidrieras, que representa una virgen rezando | 28,8 × 40,9 (105 × 78)     | 0,50                |
| 26.09.2003       | 1) Sello que reproduce una escena con un pontífice y un rey de una de las vidrieras de la Catedral de León en ocasión de su séptimo centenario En la hoja bloque una panorámica de la Catedral y de fondo un detalle de una bóveda | 40,9 × 28,8 (105 × 78)     | 0,76                |
| 03.12.2004       | 1) Un fragmento de la vidriera de la Catedral Primada de Toledo que reproduce la imagen de Santiago el Mayor La hoja bloque muestra una fotografía de la Catedral | 28,8 × 40,9 (105 × 78)     | 1,90                |
| 02.11.2005       | 1) Una vidriera de la Catedral de Ávila con el rostro de San Pablo La hoja bloque reproduce parte de las vidrieras de la Capilla Mayor de esta Catedral | 28,8 × 40,9 (78 × 105)     | 2,21                |
| 03.11.2006       | 1) Fragmento de la vidriera de la Escuela Técnica Superior de Arquitectura de la Universidad Politécnica de Madrid | 28,8 × 40,9 (105,6 × 79,2) | 2,39                |
| 09.12.2007       | 1) Fragmento de la vidriera ubicada en el patio de Operaciones del Banco de España (Madrid) y que representa un forjador trabajando en la fundición | 40,9 × 28,8 (105,6 × 79,2) | 2,43                |
| 14.11.2008       | 1) La vidriera dedicada a la Elocuencia, en la sede de la Real Academia Española en Madrid | 40,9 × 28,8 (105,6 × 79,2) | 2,60                |
| 29.05.2009       | 1) Cuatro vidrieras de la Fábrica de Papel de Burgos (dependiente de la Real Casa de la Moneda) que muestran diferentes etapas del proceso de fabricación de papel: la extracción de la pasta de papel de la pila, el escurrido o tamizado de la pasta, su depósito en el molde rectangular donde cogerá la forma y el apilado de las hojas. Esta última da imagen al sello | 28,8 × 40,9 (79,2 × 105,6) | 2,70                |

1. ↑  Todos los sello fueron emitidos en hoja bloque (entre paréntesis, sus dimensiones).